# Ancora (araldica)
L'ancora è una figura araldica: ha la stanga, la trabe e la gomena. Con quattro bracci e senza ceppo è graffio o raffio. È simbolo di costanza, fermezza o anche di vittorie marittime.
Due ancore decussate possono essere accollate dietro lo scudo per qualificare uno stemma come appartenente ad un Grande Ammiraglio. Per il Generale delle Galee (Général des Galères de France), invece, lo scudo è accollato ad una doppia ancora posta in palo.
L'ancora capovolta è utilizzata come simbolo dei battellieri (marinai d'acqua dolce).

Ancora d'oro (stemma di Câmara de Lobos, Portogallo)
Ancora cordata (Viareggio)
D'azzurro alla fascia ondata d'argento accompagnata da tre ancore d'oro (Gävle, Svezia)
Ancora capovolta (Norrtälje, Svezia)
Ancora capovolta (Digoin, Francia)
Ancora posta in banda (Ingå, Finlandia)

## Posizione araldica ordinaria
L'ancora si rappresenta, di norma, posta in palo. Una coppia di ancore è invece rappresentata in decusse. 

## Attributi araldici
Cordata è l'ancora munita di gomena.